# Małachów-Kolonia
Małachów-Kolonia – osada wsi Wojnowice w Polsce, położona w województwie świętokrzyskim, w powiecie ostrowieckim, w gminie Ćmielów.
W latach 1975–1998 osada należała administracyjnie do województwa tarnobrzeskiego.